# Temporada 2023 de Deutsche Tourenwagen Masters
La temporada 2023 de Deutsche Tourenwagen Masters fue la edición número 24 de dicho campeonato desde su reaparición en el año 2000. Inició el 27 de mayo en Oschersleben y finalizó el 22 de octubre en Hockenheim.
El piloto de marca Porsche Thomas Preining se consagró campeón de esta edición, mientras que el equipo Manthey EMA se quedó con el campeonato de equipos.

## Equipos y pilotos
| Fabricante   | Automóvil                     | Equipo                        | N.º | Pilotos               | Estado | Rondas |
| ------------ | ----------------------------- | ----------------------------- | --- | --------------------- | ------ | ------ |
| Audi         | Audi R8 LMS Evo II            | Abt Sportsline                | 3   | Kelvin van der Linde  |        | Todas  |
| Audi         | Audi R8 LMS Evo II            | Abt Sportsline                | 7   | Ricardo Feller        |        | Todas  |
| Audi         | Audi R8 LMS Evo II            | Liqui Moly Team Engstler      | 8   | Luca Engstler         |        | Todas  |
| Audi         | Audi R8 LMS Evo II            | Tresor Attempto Racing        | 40  | Mattia Drudi          |        | Todas  |
| Audi         | Audi R8 LMS Evo II            | Tresor Attempto Racing        | 83  | Patric Niederhauser   |        | Todas  |
| BMW          | BMW M4 GT3                    | Schubert Motorsport           | 1   | Sheldon van der Linde |        | Todas  |
| BMW          | BMW M4 GT3                    | Schubert Motorsport           | 33  | René Rast             |        | 1, 3-8 |
| BMW          | BMW M4 GT3                    | Schubert Motorsport           | 33  | Dries Vanthoor        |        | 2      |
| BMW          | BMW M4 GT3                    | Project 1                     | 11  | Marco Wittmann        |        | Todas  |
| BMW          | BMW M4 GT3                    | Project 1                     | 56  | Sandro Holzem         | I      | 4      |
| BMW          | BMW M4 GT3                    | Project 1                     | 56  | Sandro Holzem         | 5-8    |        |
| Ferrari      | Ferrari 296 GT3               | Emil Frey Racing              | 14  | Jack Aitken           |        | 1, 3-8 |
| Ferrari      | Ferrari 296 GT3               | Emil Frey Racing              | 14  | Albert Costa          |        | 2      |
| Ferrari      | Ferrari 296 GT3               | Emil Frey Racing              | 69  | Thierry Vermeulen     |        | Todas  |
| Lamborghini  | Lamborghini Huracán GT3 Evo 2 | SSR Performance               | 6   | Alessio Deledda       |        | Todas  |
| Lamborghini  | Lamborghini Huracán GT3 Evo 2 | SSR Performance               | 92  | Mirko Bortolotti      |        | Todas  |
| Lamborghini  | Lamborghini Huracán GT3 Evo 2 | SSR Performance               | 94  | Franck Perera         |        | Todas  |
| Lamborghini  | Lamborghini Huracán GT3 Evo 2 | GRT Grasser Racing Team       | 19  | Mick Wishofer         |        | 1-3    |
| Lamborghini  | Lamborghini Huracán GT3 Evo 2 | GRT Grasser Racing Team       | 19  | Maximilian Paul       |        | 4-5    |
| Lamborghini  | Lamborghini Huracán GT3 Evo 2 | GRT Grasser Racing Team       | 19  | Andrea Caldarelli     |        | 7      |
| Lamborghini  | Lamborghini Huracán GT3 Evo 2 | GRT Grasser Racing Team       | 63  | Clemens Schmid        |        | Todas  |
| Mercedes-AMG | Mercedes-AMG GT3 Evo          | Mercedes-AMG Team HRT         | 4   | Luca Stolz            |        | Todas  |
| Mercedes-AMG | Mercedes-AMG GT3 Evo          | Mercedes-AMG Team HRT         | 36  | Arjun Maini           |        | Todas  |
| Mercedes-AMG | Mercedes-AMG GT3 Evo          | Mercedes-AMG Team Winward     | 22  | Lucas Auer            |        | Todas  |
| Mercedes-AMG | Mercedes-AMG GT3 Evo          | Mercedes-AMG Team Winward     | 27  | David Schumacher      |        | Todas  |
| Mercedes-AMG | Mercedes-AMG GT3 Evo          | Mercedes-AMG Team Mann-Filter | 48  | Maro Engel            |        | Todas  |
| Mercedes-AMG | Mercedes-AMG GT3 Evo          | Mercedes-AMG Team BWT         | 84  | Jusuf Owega           |        | Todas  |
| Porsche      | Porsche 911 GT3 R (992)       | Toksport WRT                  | 9   | Tim Heinemann         |        | Todas  |
| Porsche      | Porsche 911 GT3 R (992)       | Toksport WRT                  | 99  | Christian Engelhart   |        | 1-4    |
| Porsche      | Porsche 911 GT3 R (992)       | Toksport WRT                  | 99  | Marvin Dienst         |        | 5-8    |
| Porsche      | Porsche 911 GT3 R (992)       | KÜS Team Bernhard             | 24  | Ayhancan Güven        |        | Todas  |
| Porsche      | Porsche 911 GT3 R (992)       | KÜS Team Bernhard             | 75  | Laurin Heinrich       |        | Todas  |
| Porsche      | Porsche 911 GT3 R (992)       | Manthey EMA                   | 90  | Dennis Olsen          |        | Todas  |
| Porsche      | Porsche 911 GT3 R (992)       | Manthey EMA                   | 91  | Thomas Preining       |        | Todas  |

| Icono | Leyenda  |
| ----- | -------- |
| I     | Invitado |

## Calendario
| Ronda   | Ronda | Circuito                                    | Fecha            |
| ------- | ----- | ------------------------------------------- | ---------------- |
| 1       | C1    | Motorsport Arena Oschersleben, Oschersleben | 27 de mayo       |
| 1       | C2    | Motorsport Arena Oschersleben, Oschersleben | 28 de mayo       |
| 2       | C1    | Circuito de Zandvoort, Zandvoort            | 24 de junio      |
| 2       | C2    | Circuito de Zandvoort, Zandvoort            | 25 de junio      |
| 3       | C1    | Norisring, Núremberg                        | 8 de julio       |
| 3       | C2    | Norisring, Núremberg                        | 9 de julio       |
| 4       | C1    | Nürburgring, Nürburg                        | 5 de agosto      |
| 4       | C2    | Nürburgring, Nürburg                        | 6 de agosto      |
| 5       | C1    | EuroSpeedway Lausitz, Klettwitz             | 19 de agosto     |
| 5       | C2    | EuroSpeedway Lausitz, Klettwitz             | 20 de agosto     |
| 6       | C1    | Sachsenring, Hohenstein-Ernstthal           | 9 de septiembre  |
| 6       | C2    | Sachsenring, Hohenstein-Ernstthal           | 10 de septiembre |
| 7       | C1    | Red Bull Ring, Spielberg                    | 23 de septiembre |
| 7       | C2    | Red Bull Ring, Spielberg                    | 24 de septiembre |
| 8       | C1    | Hockenheimring, Hockenheim                  | 21 de octubre    |
| 8       | C2    | Hockenheimring, Hockenheim                  | 22 de octubre    |
| Fuente: |       |                                             |                  |

## Resultados
| Ronda   | Ronda | Ronda        | Pole position         | Vuelta rápida         | Piloto ganador        | Equipo ganador             | Fabricante ganador |
| ------- | ----- | ------------ | --------------------- | --------------------- | --------------------- | -------------------------- | ------------------ |
| 1       | C1    | Oschersleben | Franck Perera         | Ayhancan Güven        | Franck Perera         | SSR Performance            | Lamborghini        |
| 1       | C2    | Oschersleben | Thomas Preining       | Thomas Preining       | Christian Engelhart   | Toksport WRT               | Porsche            |
| 2       | C1    | Zandvoort    | Maro Engel            | Maro Engel            | Maro Engel            | Mercedes-AMG Team Landgraf | Mercedes-AMG       |
| 2       | C2    | Zandvoort    | Ricardo Feller        | Ricardo Feller        | Ricardo Feller        | Abt Sportsline             | Audi               |
| 3       | C1    | Norisring    | Sheldon van der Linde | Laurin Heinrich       | Sheldon van der Linde | Schubert Motorsport        | BMW                |
| 3       | C2    | Norisring    | René Rast             | Kelvin van der Linde  | Thomas Preining       | Manthey EMA                | Porsche            |
| 4       | C1    | Nürburgring  | Mirko Bortolotti      | Lucas Auer            | Mirko Bortolotti      | SSR Performance            | Lamborghini        |
| 4       | C2    | Nürburgring  | Ricardo Feller        | Marco Wittmann        | Maximilian Paul       | GRT Grasser Racing Team    | Lamborghini        |
| 5       | C1    | Lausitz      | Jack Aitken           | Jack Aitken           | Jack Aitken           | Emil Frey Racing           | Ferrari            |
| 5       | C2    | Lausitz      | Mirko Bortolotti      | Luca Stolz            | Mirko Bortolotti      | SSR Performance            | Lamborghini        |
| 6       | C1    | Sachsenring  | Luca Stolz            | Ayhancan Güven        | Luca Stolz            | Mercedes-AMG Team HRT      | Mercedes-AMG       |
| 6       | C2    | Sachsenring  | Mirko Bortolotti      | Ricardo Feller        | Mirko Bortolotti      | SSR Performance            | Lamborghini        |
| 7       | C1    | Spielberg    | Laurin Heinrich       | René Rast             | Kelvin van der Linde  | Abt Sportsline             | Audi               |
| 7       | C2    | Spielberg    | René Rast             | Sheldon van der Linde | René Rast             | Schubert Motorsport        | BMW                |
| 8       | C1    | Hockenheim   | Thomas Preining       | Thomas Preining       | Thomas Preining       | Manthey EMA                | Porsche            |
| 8       | C2    | Hockenheim   | Thomas Preining       | Sheldon van der Linde | Thomas Preining       | Manthey EMA                | Porsche            |
| Fuente: |       |              |                       |                       |                       |                            |                    |

## Clasificaciones

### Sistema de puntuación
Carrera
| Posición | 1.º | 2.º | 3.º | 4.º | 5.º | 6.º | 7.º | 8.º | 9.º | 10.º | 11.º | 12.º | 13.º | 14.º | 15.º |
| Puntos   | 25  | 20  | 16  | 13  | 11  | 10  | 9   | 8   | 7   | 6    | 5    | 4    | 3    | 2    | 1    |

Clasificación
| Posición | 1.º | 2.º | 3.º |
| Puntos   | 3   | 2   | 1   |

### Campeonato de Pilotos
| Pos. | Piloto                | OSC | OSC | ZAN | ZAN | NOR | NOR | NÜR | NÜR | LAU | LAU  | SAC | SAC  | SPI | SPI | HOC | HOC | Puntos |
| ---- | --------------------- | --- | --- | --- | --- | --- | --- | --- | --- | --- | ---- | --- | ---- | --- | --- | --- | --- | ------ |
| 1    | Thomas Preining       | 11  | 31  | 7   | 2   | 122 | 12  | 32  | 5   | 15  | 4    | 2   | 4    | 6   | 3   | 1   | 1   | 246    |
| 2    | Mirko Bortolotti      | 83  | 6   | 4   | 11  | 6   | 4   | 1   | DNS | 2   | 1    | 9   | 1    | 9   | 21  | 5   | 2   | 213    |
| 3    | Ricardo Feller        | 4   | 7   | 15  | 1   | 8   | 14  | 43  | 61  | 7   | 2    | 4   | 6    | 3   | 15  | 4   | 9   | 179    |
| 4    | Sheldon van der Linde | Ret | 11  | 2   | 10  | 1   | 3   | 7   | 172 | 5   | 13   | 6   | Ret  | 13  | 2   | 20  | 4   | 151    |
| 5    | René Rast             | 5   | Ret |     |     | 2   | 21  | 20  | 19  | 8   | 11   | 8   | 8    | 4   | 1   | Ret | 3   | 140    |
| 6    | Luca Stolz            | Ret | Ret | 11  | 3   | Ret | 10  | 15  | 13  | 6   | 3    | 1   | 23   | 7   | Ret | 8   | 73  | 133    |
| 7    | Dennis Olsen          | 10  | 4   | 16  | 9   | 3   | 6   | 5   | Ret | 12  | 5    | 7   | Ret  | 10  | 5   | 23  | 12  | 129    |
| 8    | Kelvin van der Linde  | 6   | Ret | 12  | 6   | 21  | 5   | 8   | 20  | 3   | 8    | 53  | 13   | 12  | Ret | 6   | 25  | 119    |
| 9    | Lucas Auer            | 16  | 10  | 6   | Ret | 4   | 11  | 2   | 3   | 43  | 6    | Ret | 15   | 15  | 11  | 15  | 8   | 111    |
| 10   | Maro Engel            | 13  | 14  | 1   | 53  | 7   | 9   | 12  | 4   | 13  | Ret  | Ret | Ret  | 5   | 12  | 17  | 5   | 107    |
| 11   | Franck Perera         | 1   | 12  | 3   | 13  | 11  | 12  | 23  | 10  | Ret | Ret  | 11  | 3    | 19  | 13  | 14  | 14  | 95     |
| 12   | Laurin Heinrich       | 7   | 9   | Ret | Ret | 10  | 7   | 19  | 2   | DSQ | Ret  | 12  | Ret  | 21  | 16  | 10  | 6   | 94     |
| 13   | Marco Wittmann        | Ret | 18  | 53  | 4   | 9   | 13  | 6   | 15  | 10  | 10   | 18  | 12   | 8   | 4   | 9   | 17  | 91     |
| 14   | Jack Aitken           | 32  | 17  |     |     | 17  | 20  | 22  | 183 | 1   | 7    | Ret | Ret2 | 20  | 83  | 7   | 10  | 82     |
| 15   | Ayhancan Güven        | 20  | Ret | 13  | 7   | 53  | 8   | Ret | WD  | 16  | Ret  | 32  | Ret  | 113 | 7   | Ret | 11  | 70     |
| 16   | Thierry Vermeulen     | 15  | 16  | Ret | Ret | 20  | 21  | 10  | 8   | 9   | 9    | 10  | 5    | DSQ | 9   | 11  | 23  | 58     |
| 17   | Christian Engelhart   | 9   | 1   | 23  | 12  | Ret | 17  | Ret | WD  |     |      |     |      |     |     | 32  | Ret | 54     |
| 18   | Tim Heinemann         | 2   | 2   | 19  | 16  | Ret | 16  | 14  | 12  | Ret | 16   | 16  | 14   | 21  | 20  | Ret | Ret | 50     |
| 19   | Clemens Schmid        | 12  | 53  | 21  | Ret | 18  | Ret | 18  | DSQ | 11  | Ret3 | Ret | 17   | 25  | 6   | 12  | 24  | 32     |
| 20   | Arjun Maini           | Ret | 15  | 17  | 17  | 13  | 15  | 16  | DSQ | Ret | 14   | 13  | 7    | 14  | 10  | Ret | 13  | 30     |
| 21   | Maximilian Paul       |     |     |     |     |     |     | 13  | 1   | 19  | Ret  |     |      |     |     |     |     | 28     |
| 22   | Jusuf Owega           | 14  | 8   | 10  | Ret | Ret | 18  | 17  | 16  | 14  | 17   | 14  | 10   | Ret | 19  | 22  | 15  | 28     |
| 23   | Patric Niederhauser   | Ret | 19  | 20  | 8   | 15  | Ret | 9   | Ret | Ret | Ret  | Ret | 9    | 23  | 17  | 19  | 19  | 23     |
| 24   | Luca Engstler         | 17  | DSQ | 14  | 14  | Ret | 19  | Ret | 7   | DSQ | 15   | 19  | Ret  | 12  | Ret | Ret | 22  | 18     |
| 25   | David Schumacher      | 18  | 13  | Ret | 15  | 16  | Ret | Ret | 9   | DSQ | Ret  | 17  | 11   | 18  | 18  | 18  | 16  | 16     |
| 26   | Mattia Drudi          | Ret | Ret | 18  | DSQ | 14  | Ret | 11  | 11  | Ret | Ret  | Ret | Ret  | 16  | Ret | 16  | 20  | 13     |
| 27   | Marvin Dienst         |     |     |     |     |     |     |     |     | 18  | 12   | 15  | Ret  | 22  | 14  | 13  | 18  | 11     |
| 28   | Albert Costa          |     |     | 8   | Ret |     |     |     |     |     |      |     |      |     |     |     |     | 8      |
| 29   | Dries Vanthoor        |     |     | 9   | Ret |     |     |     |     |     |      |     |      |     |     |     |     | 7      |
| 30   | Sandro Holzem         |     |     |     |     |     |     | 21  | 14  | 17  | 18   | 20  | 16   | 24  | Ret | 21  | 21  | 0      |
| 31   | Andrea Caldarelli     |     |     |     |     |     |     |     |     |     |      |     |      | 17  | DSQ |     |     | 0      |
| 32   | Alessio Deledda       | 19  | 20  | 24  | Ret | 19  | Ret | Ret | DSQ | Ret | 19   | 21  | 18   | 26  | 22  | Ret | Ret | 0      |
| 33   | Mick Wishofer         | Ret | Ret | 22  | Ret | DSQ | Ret |     |     |     |      |     |      |     |     |     |     | 0      |
| Pos. | Piloto                | OSC | OSC | ZAN | ZAN | NOR | NOR | NÜR | NÜR | LAU | LAU  | SAC | SAC  | SPI | SPI | HOC | HOC | Puntos |

| Color     | Resultado                                                               |
| --------- | ----------------------------------------------------------------------- |
| Oro       | Ganador                                                                 |
| Plata     | 2.ª plaza                                                               |
| Bronce    | 3.ª plaza                                                               |
| Verde     | Finalizó en los puntos                                                  |
| Azul      | Finalizó sin puntos                                                     |
| Azul      | NC - No clasificado                                                     |
| Violeta   | Ret - No terminó (Carrera)                                              |
| Rojo      | DNQ - No se clasificó                                                   |
| Negro     | DSQ - Descalificado                                                     |
| Blanco    | DNS - No empezó (carrera)                                               |
| Blanco    | WD - Retirado (fin de semana)                                           |
| Blanco    | C - Carrera cancelada                                                   |
| Sin color | DNP - Inscrito pero no participó                                        |
| Sin color | INJ - Lesionado                                                         |
| Sin color | EX - Excluido                                                           |
| Estado    | Resultado                                                               |
| Negrita   | Pole position                                                           |
| Cursiva   | Vuelta rápida                                                           |
| †         | Abandona, pero clasifica al completar el porcentaje requerido para ello |

Fuente: DTM.

### Campeonato de Equipos
| Pos. | Equipo                     | Puntos |
| ---- | -------------------------- | ------ |
| 1    | Manthey EMA                | 357    |
| 2    | SSR Performance            | 291    |
| 3    | Abt Sportsline             | 286    |
| 4    | Schubert Motorsport        | 282    |
| 5    | Mercedes-AMG Team HRT      | 158    |
| 6    | KÜS Team Bernhard          | 157    |
| 7    | Emil Frey Racing           | 139    |
| 8    | Mercedes-AMG Team Landgraf | 131    |
| 9    | Mercedes-AMG Team Winward  | 126    |
| 10   | Toksport WRT               | 95     |
| 11   | Project 1                  | 90     |
| 12   | GRT Grasser Racing Team    | 74     |
| 13   | Tresor Attempto Racing     | 36     |
| 14   | Liqui Moly Team Engstler   | 18     |

### Campeonato de Fabricantes
| Pos. | Fabricante   | Puntos |
| ---- | ------------ | ------ |
| 1    | Porsche      | 464    |
| 2    | Lamborghini  | 396    |
| 3    | Mercedes-AMG | 364    |
| 4    | BMW          | 356    |
| 5    | Audi         | 336    |
| 6    | Ferrari      | 199    |